# Koenigsegg
Koenigsegg Automotive AB (кратко: Koenigsegg — ˈkøːnɪɡsɛɡ) — шведская компания-производитель автомобилей спортивного класса. Основана в 1994 году Кристианом фон Кёнигсеггом. Изначально располагалась в Улофстрёме, впоследствии перебазировалась в Маргрететорп, возле Энгельхольма.
Партнёром является швейцарская часовая компания EDOX.

## История

### Попытка покупки Saab
В 2009 году Koenigsegg намеревалась купить компанию SAAB у концерна General Motors, но 24 ноября производитель гиперкаров официально прекратил переговоры о покупке. В заявлении Koenigsegg сообщается:

Мы потратили шесть месяцев на подготовку этой сделки, однако теперь вынуждены признать, что не готовы к приобретению Saab.

Ранее сообщалось, что к соглашению о продаже SAAB концерн GM и Koenigsegg пришли в конце лета. Тогда называлась предварительная сумма сделки — около 440 миллионов долларов, которые должен был предоставить Европейский инвестиционный банк. Кроме того, акционеры Koenigsegg пообещали вложить в SAAB около 900 миллионов долларов, которые должны были пойти на создание новых моделей и модернизацию производства. Партнером Koenigsegg в этой сделке называлась китайская компания Beijing Automotive Industry Corp. (BAIC group), которая намеревалась купить небольшой пакет акций шведской группы. Эти деньги должны были помочь Koenigsegg оформить сделку без привлечения сторонних кредитов.

## Автомобили, производящиеся Koenigsegg
- Koenigsegg CC
- Koenigsegg CCX
- Koenigsegg CCX Edition
- Koenigsegg CCR
- Koenigsegg CCXS
- Koenigsegg CCXR
- Koenigsegg CCXR Edition
- Koenigsegg CCXR Trevita
- Koenigsegg CCXR Special Edition
- Koenigsegg CC8S
- Koenigsegg CCGT
- Koenigsegg Agera
- Koenigsegg Agera R
- Koenigsegg Agera S
- Koenigsegg Agera RS
- Koenigsegg Agera RSR
- Koenigsegg Agera X
- Koenigsegg Agera S
- Koenigsegg Agera XS
- Koenigsegg One:1

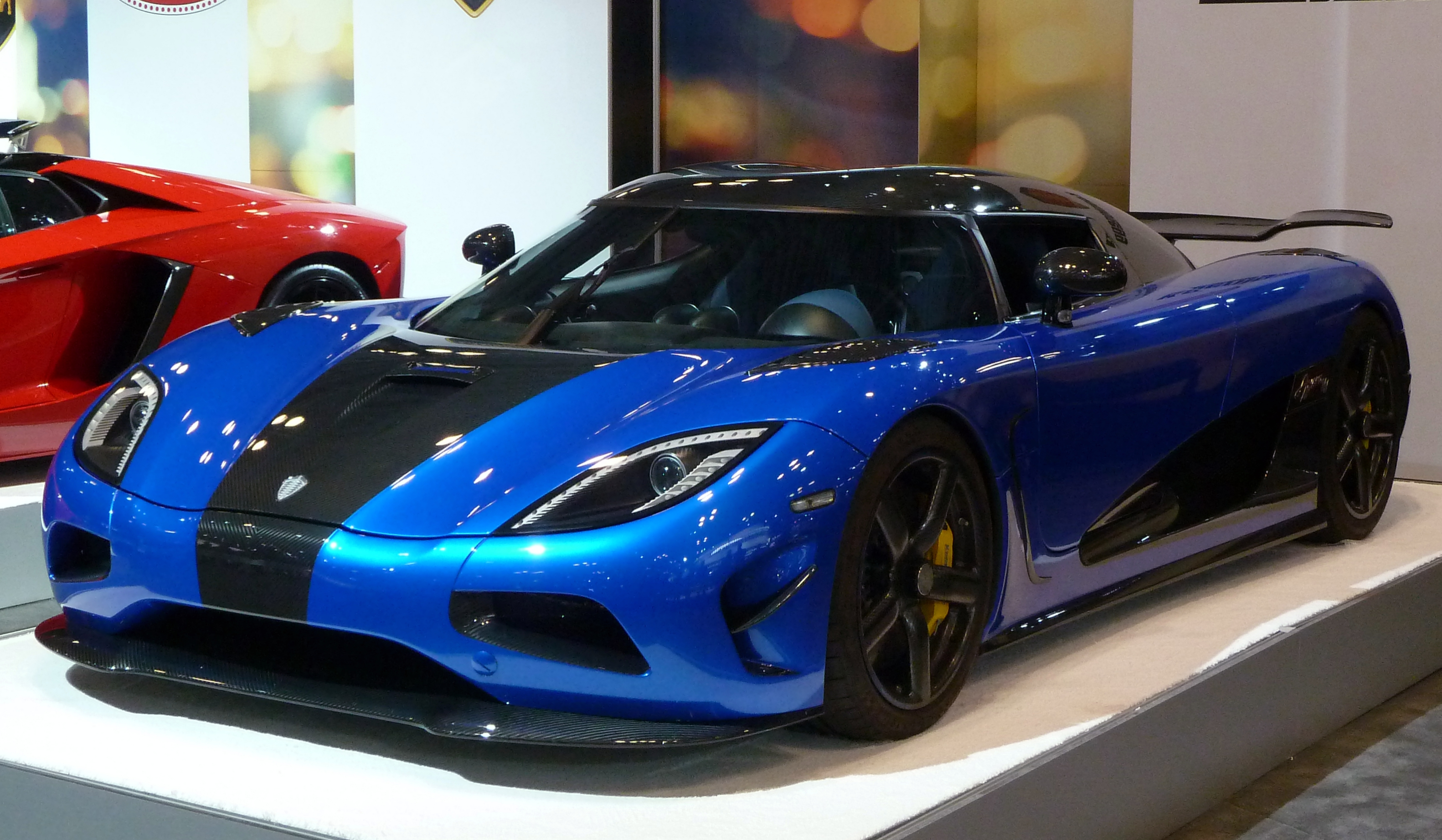
Koenigsegg Agera НН на автошоу в Нью-Йорке, 2015

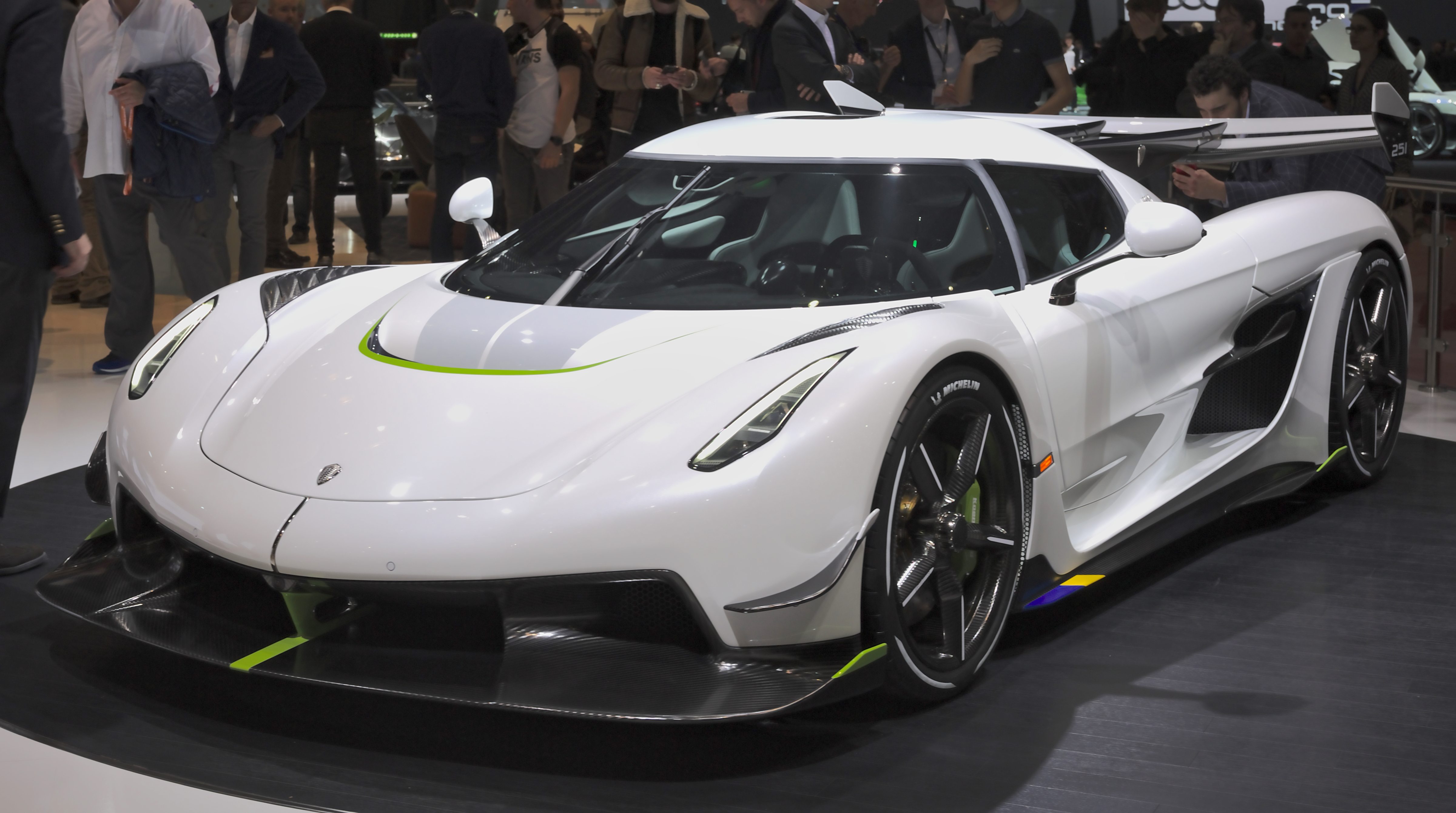
Koenigsegg Jesko, 2019

- Koenigsegg Agera Final Edition (Vader)
- Koenigsegg Chimera
- Koenigsegg Regera
- Koenigsegg Jesko
- Koenigsegg Jesko Attack
- Koenigsegg Jesko Absolut — модификация модели Jesko, на которой компания планирует установить мировой рекорд скорости среди серийных автомобилей[3].
- Koenigsegg Gemera